# IC 4775
IC 4775 је спирална галаксија у сазвјежђу Паун која се налази на листи објеката дубоког неба у Индекс каталогу.
Деклинација објекта је - 57° 11' 1" а ректасцензија 18h 48m 26,3s. Привидна величина (магнитуда) објекта IC 4775 износи 13,9 а фотографска магнитуда 14,7. Налази се на удаљености од 45,583 милиона парсека од Сунца. IC 4775 је још познат и под ознакама ESO 183-14, PGC 62447.